# Away from the Sun
Away from the Sun – drugi album amerykańskiego zespołu 3 Doors Down, wydany 12 listopada 2002.
Album rozszedł się w około 3 milionach egzemplarzy.

## Utwory
1. "When I'm Gone" 4:20
2. "Away from the Sun" 3:51
3. "The Road I'm On" 3:59
4. "Ticket to Heaven" 3:27
5. "Running Out of Days" 3:31
6. "Here Without You" 3:57
7. "I Feel You" 4:07
8. "Dangerous Game" 3:36
9. "Changes" 3:56
10. "Going Down in Flames" 3:28
11. "Sarah Yellin'" 3:17
12. "This Time" 5:18 (utwór dodatkowy)

## Single
- When I'm Gone
- Here Without You